# Nirvana (band)
 Denne artikel omhandler det amerikanske grungeband Nirvana. For tilstanden inden for buddhisme, se Nirvana.
 For alternative betydninger, se Nirvana (flertydig). (Se også artikler, som begynder med Nirvana)
Nirvana var et amerikansk grunge-band fra Aberdeen, Washington (USA). De var et stort og populært band i 1990'erne.
Oprindeligt bestod bandet af Kurt Cobain (vokal, guitarist), Krist Novoselic (bassist), og Aaron Burckhard (trommeslager), de startede i 1987. Bandet skiftede navn og trommeslager et par gange inden de i 1988 besluttede sig for navnet Nirvana, et par måneder senere blev Chad Channing fast trommeslager i bandet. Deres debutplade Bleach udkom på Sub Pop i 1989. Den blev produceret af Jack Endino.
I 1990 blev Chad Channing afløst af Dave Grohl. Det samme år underskrev de en pladekontrakt med DGC Records, efter det begyndte de at indspille Nevermind, som blev produceret af Butch Vig. Nevermind blev udgivet i USA i september 1991. Albummet kom ind på førstepladsen på den amerikanske albumliste i januar 1992.
Efter Nevermind turnerede Nirvana verden og de spillede blandt andet på Roskilde festival i 1992. I december samme år udsendte de albummet Incesticide, som indeholder en del b-sider og coverversioner. I 1993 gik Nirvana i studiet sammen med Steve Albini og indspillede pladen In Utero. Senere på året optrådte Nirvana til en MTV Unplugged-koncert. I 1994 udkom optagelserne fra den koncert på cd.
I begyndelsen af 1994 tog Nirvana på en Europaturné, men den blev aflyst da Kurt Cobain den 4. marts blev fundet bevidstløs grundet et selvmordsforsøg, på et hotelværelse i Rom. Han blev indlagt på et hospital, da han blev udskrevet vendte han hjem til USA.
Nirvanas største succes-album var "Nevermind", med singlen Smells Like Teen Spirit som en Billboard-crasher. Den slog blandt andet store navne som Michael Jackson af toppen. Kurt Cobain brød sig ikke om opmærksomheden fra alle de nye fans, der kom med "Smells Like Teen Spirit" og "Nevermind", så albummet "In Utero" mindede mere om deres første album "Bleach". Cobain mente, at det ville få "de falske fans" til at droppe Nirvana og det virkede.

## Kurt Cobains selvmord
Gruppen gik i opløsning, da Kurt Cobain døde 5. april 1994. Cobain blev først fundet d. 8. april 1994, hans officielle dødsårsag er selvmord. Der er senere stillet spørgsmålstegn ved, hvorvidt der var tale om selvmord, da eksperter vurderer, at han havde alt for meget heroin i blodet, til være i stand til håndtere den riffel, som han skulle have skudt sig selv med. Ydermere var det officielle "selvmordsbrev" blot et afskedsbrev til bandet og hans fans. Politiet mente de sidste 4 linjer i brevet gjorde det til et "selvmordsbrev", de 4 linjer som eksperter siden hen har påvist ikke var skrevet af Kurt Cobain. Ydermere skrev Kurt Cobain et afskedsbrev til sin kone Courtney Love. Konspirationsteorier går på, at han blev myrdet af sin kone Courtney, fordi hun var ude efter hans penge. Andre mener han blev dræbt af en som han havde været oppe at skændes med få dage før hans død.
Filmen "Kurt and Courtney" er en dokumentarfilm om Kurt Cobains død.

## Nirvana efter opløsningen
I årene efter Cobains død blev Nirvanas album Nevermind ofte krediteret, som et af de bedste album nogensinde. Men som med alt musik er meningerne om albummet delte. Albummet blev i 2005 kåret af BBC, som det mest overvurderede album nogensinde.
Men er også kåret af Rolling Stone som værende ”Verdens bedste rockalbum” nogensinde.
Uanset hvad, var Nirvana et populært band, der solgte masser af cd'er (særligt efter Cobains død), og deres livealbum MTV Unplugged betragtes af mange som værende et af de bedste live-album nogensinde, til trods for at en del af numrene er coverversioner.
Trommeslageren Dave Grohl dannede i 1995 rockbandet Foo Fighters, hvor han synger og spiller guitar.

## Udgivelser

### Studiealbum
- Bleach, 1989
- Nevermind, 1991
- In Utero, 1993

### Livealbum
- MTV Unplugged In New York, 1994
- From the Muddy Banks of the Wishkah, 1996
- Live At Reading, 2009
- Live at the Paramount, 2011
- Live and Loud, 2013

### Opsamlinger
- Incesticide, 1992
- Singles, 1995
- Nirvana, 2002
- Sliver The Best Of The Box, 2004
- With The Lights Out, 2004
- Icon, 2010
- Nevermind: The Singles, 2011

### EP'er
- Blew, 1989
- Hormoaning, 1992